# Bronda
Il Bronda è un torrente della provincia di Cuneo; è il primo affluente in destra idrografica del Po dopo il suo ingresso nella pianura padana.

## Percorso

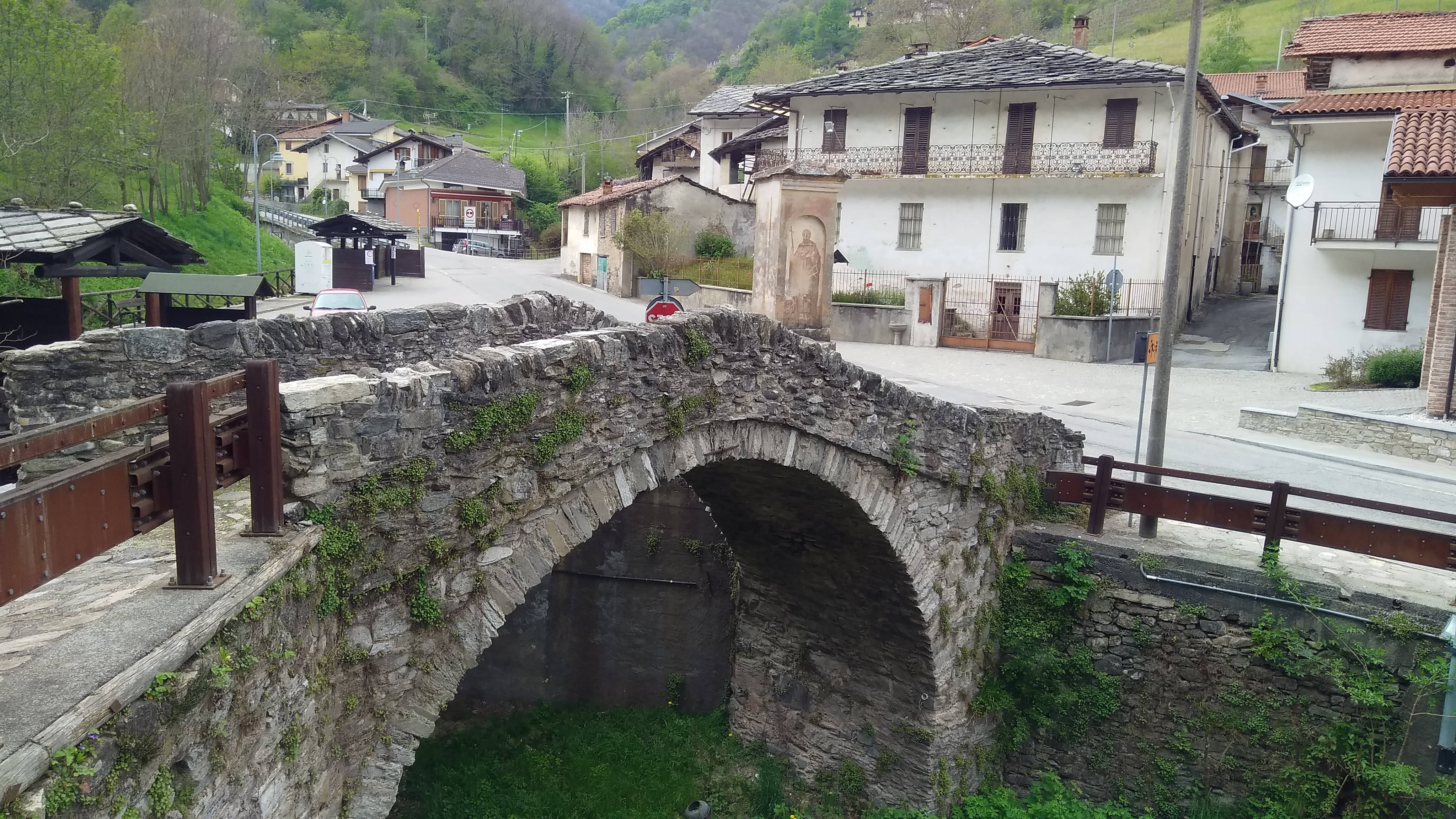
Brondello, un antico ponte sul torrente

Il torrente nasce tra il monte Tre Fini e il monte Colletta, a circa 800 metri di quota. Scendendo lungo l'omonima vallata alpina verso nord-est raggiunge in sequenza i centri abitati di Brondello, Pagno e Castellar. A valle di Castellar la val Bronda si amplia e sbocca poi sulla pianura padana. Il Bronda ruota poi decisamente il proprio corso verso nord e va a raggiungere il Po nel tratto dove quest'ultimo segna il confine tra i comuni di Saluzzo e di Revello. Il perimetro del suo bacino idrografico è di 30 km.

## Principali affluenti
- In sinistra idrografica:
  - rio di San Grato: partendo dalla Costiera di San Grato va a confluire nel Bronda poco a monte di Pagno;
  - rio di Giansana: scende da Pian dell'Olla e raggiunge il Bronda tra Pagno e Castellar.
- In destra idrografica:
  - rio Traversere: confluisce nel Bronda a Brondello dopo aver raccolto le acque che scendono dalla zona tra il monte Colletta e le "Sette Fontane";
  - rio Barmette: nasce nei pressi del santuario di Santa Cristina e confluisce nel Bronda a Castellar.

## Stato ambientale
La zona della confluenza del Bronda nel Po è tutelata da un punto di vista naturalistico dall'istituzione di una piccola riserva naturale denominata Riserva naturale speciale Confluenza del Bronda.